# Daerpies Dierie
Daerpies Dierie é uma revista cristã, fundada em 1997, publicada em lapão meridional. Sua sede fica na cidade de Snåsa, Noruega. Além de publicar seus artigos em língua lapônica, alguns também são publicados em norueguês e sueco.